# Ankara Üniversitesi SK
Ankara Üniversitesi Spor Kulübü ist ein türkischer Eishockeyclub aus Ankara, der 1948 gegründet wurde und in der türkischen Superliga spielt. Die Heimspiele werden im 1150 Plätze fassenden Bel-Pa Ice Rink Ankara ausgetragen.

## Geschichte
Der im Kalenderjahr 1948 gegründete Eishockeyverein gewann 2010 seine bisher einzige türkische Meisterschaft.
Weiters nahm der Club in der Saison 2010/11 an der Austragung des IIHF Continental Cup teil und traf in der ersten Runde auf den spanischen Vertreter CH Jaca und den HC Bat Yam aus Israel. Nachdem die Mannschaft mit einem 8:3-Sieg gegen den HC Bat Yam gestartet war, verlor das Team die zweite Partie gegen CH Jaca mit 1:7 und schied als Gruppenzweiter aus dem Wettbewerb aus.

## Erfolge
- Türkischer Meister (1): 2010

## Ehemalige Spieler
- Michal Tomasik